# Bezprawie (film)
Bezprawie (ang. Open Range) – amerykański western z roku 2003 w reżyserii Kevina Costnera. Film został oparty na powieści The Open Range Men autorstwa Lauran Paine.

## O filmie
Charley Waite, stary Boss Spearman, młody „Button” i gruby Mose Harrison to czterej kowboje wypasający bydło na prerii. W trakcie swojej wędrówki trafiają do miasteczka, w którym niepodzielne i brutalne rządy sprawuje bogaty farmer Baxter, nienawidzący kowbojów, i skorumpowany szeryf. Między przybyszami a „władzami” miasta dochodzi do konfliktu.

## Obsada
- Kevin Costner – Charley Waite
- Robert Duvall – Boss Spearman
- Annette Bening – Sue Barlow
- Michael Gambon – Denton Baxter
- Diego Luna – Button
- James Russo – szeryf Poole
- Michael Jeter – Percy
- Abraham Benrubi – Mose
- Dean McDermott – doktor Barlow
- Kim Coates – Butler